# Eugenio V. Baroffio
Eugenio Víctor Baroffio Brignoni (Montevideo, Uruguay, 12 de marzo de 1921 - 17 de agosto de 2005) fue un abogado, periodista y político uruguayo, quien entre otros cargos se desempeñó como director del Banco de Previsión Social en 1969, subsecretario del Ministerio del Interior en 1985-1986 y presidente de la Administración Nacional de Puertos en 1987-1990.

## Primeros años
Nació en Montevideo el 12 de marzo de 1921.
Cursó estudios en la Facultad de Derecho de la Universidad de la República, donde obtuvo el título de abogado en 1946.

## Carrera política

### Diputado suplente
Adherente al sector riverista del Partido Colorado, en las elecciones de 1950 integró la lista 65 como primer suplente del segundo candidato a diputado, Daniel Blanco Acevedo,quien resultó electo. 
Baroffio ingresó a la Cámara de Representantes en dos oportunidades durante el año 1951 por licencias por enfermedad de Blanco Acevedo.
Posteriormente adhirió al Partido Demócrata Cristiano, siendo tercer candidato a diputado por dicho partido en las elecciones de 1962,sin resultar electo.

### Banco de Previsión Social
En setiembre de 1969 fue designado por el gobierno de Jorge Pacheco Areco como miembro interino del Directorio del Banco de Previsión Social,cargo que solo ejerció por dos meses y al que renunció en noviembre del mismo año.

### Subsecretario del Ministerio del Interior
Restablecida la democracia tras la dictadura cívico militar, el 1 de marzo de 1985 el nuevo presidente Julio María Sanguinetti y su primer ministro del Interior Carlos Manini Ríos designaron a Baroffio como subsecretario (viceministro) de dicha cartera.
Permaneció en el cargo poco más de un año, hasta que al ser sustituido Manini por Antonio Marchesano en abril de 1986, la subsecretaría fue asumida por Raúl Lago.

### Comisión Nacional del Servicio Civil
En abril de 1986 fue nombrado integrante de la Comisión Nacional del Servicio Civil,a la que renunció en 1987.

### Presidente de la Administración Nacional de Puertos
En junio de 1987 fue designado Presidente de la Administración Nacional de Puertos (ANP) sucediendo a José Serrato Aguirre que pasó a ocupar la presidencia de UTE.
Permaneció en dicho cargo durante más de tres años, hasta que en noviembre de 1990, ya comenzado el gobierno de Luis Alberto Lacalle, fue sucedido por Eduardo Álvarez Mazza.

## Otras actividades
Fue profesor de Introducción al derecho y Derecho usual en Enseñanza Secundaria entre 1945 y 1960, así como profesor adjunto de Economía política y Sociología en la Facultad de Arquitectura de la Universidad de la República en 1946-1952.
En los años 60 integró la Comisión Especial de Asesoramiento para Edificios Históricos, la Comisión honoraria para monumento a José Artigas en Roma y la Comisión de Artes Plásticas.
Tuvo importante actividad periodística como redactor, subdirector y director del diario El Diario entre 1951 y 1972. 
En el plano comercial fue Director de Alberto Brignoni S.A. y de Exprinter Casa Bancaria S.A.

## Vida personal. Fallecimiento
Era hijo del reconocido arquitecto Eugenio Baroffio y de Dora Brignoni.
Contrajo matrimonio en 1949 con Sara Aurea Abadie Santos (hija de Horacio Abadie Santos) con quien tuvo siete hijos, María Sara, Eugenio, Dora, Inés, Federica, Carlos y Beatriz Baroffio Abadie.
Posteriormente contrajo nuevas nupcias con Ada Mabel Maglio Barbero.
Eugenio Baroffio falleció en Montevideo el 17 de agosto de 2005, a los 84 años de edad.